# Komercijalna banka
Komercijalna banka (nombre completo: Komercijalna banka a.d. Beograd) es un banco fundado en 1970 en Belgrado, Serbia.
Tiene una red de 251 sucursales repartidas a lo largo de toda Serbia. También es el fundador y el propietario al 100% de Komercijalna banka Budva operando en Montenegro. El banco también opera en Bosnia y Herzegovina a través de la subsidiaria Komercijalna banka Banja Luka establecida en 2006.
Dos de los mayores accionistas son el gobierno de Serbia con el 42.6% y el Banco Europeo para la Reconstrucción y el Desarrollo con el 25%.
De acuerdo a su más reciente informe anual presentado a la Agencia de Registro Económico de Serbia, la compañía tiene 3.009 empleados y registró un beneficio anual de RSD 4.122.146.000 (aproximadamente € 47,93 millones del momento) para el año 2012.